# نيشان التاج البروسي
وسام التاج الملكي البروسي (بالألمانية: Königlicher Kronen-Orden) هو وسام فروسية بروسي تم تشريعه في سنة 1861 كتكريم مساوي من حيث المرتبة لوسام الصقر الأحمر، الإنعام بعضوية الوسام مقصورة فقط على الضباط المأمورين (أو المدنيين المقاربين لهم من حيث المكانة), لكن توجد مدالية مقترنة بالوسام يمكن أن ينالها باقي العسكريين من أفراد أو صف ضباط.
رسميا، وسام الصقر الأحمر ووسام التاج متساويين من حيث المكانة. لكن معظم الشخصيات الرسمية كانت تفضل أن يتم الإنعام عليها بوسام الصقر الأحمر الأكثر عراقة. كان وسام التاج يستعمل كجائزة لشخص كان ينبغي أن يتم مكافئته لكن الحكومة البروسية لم ترد ان تمنحه وسام الصقر الأحمر
الوسام من ست درجات:
- الصليب الأعظم - شارة الصليب الأعظم كبيرة نسبيا وتلبس معلقة من وشاح يلبس من الكتف اليمنى، بالإضافة إلى رصيعة ثمانية الأضلاع يتم تثبيتها على الجانب الأيسر من الصدر؛

- الدرجة الأولى - الشارة كبيرة الحجم نسبيا وتلبس معلقة من وشاح يلبس على الكتف اليمنى، بالإضافة إلى رصيعة ثمانية الأضلاع يتم تثبيتها على الجانب الأيسر من الصدر؛
- الدرجة الثانية - الشارة بحجم شارة الدرجة الأولى وتلبس معلقة من شريط حول الرقبة، بالإضافة إلى رصيعة رباعية الأضلاع يتم تثبيتها على الجانب الأيسر من الصدر؛
- الدرجة الثالثة - الشارة أصغر حجما من شارة الدرجة الثانية وتلبس معلقة من شريط على الجانب الأيسر من الصدر؛
- الدرجة الرابعة - الشارة بنفس حجم الدرجة الثالثة لكن أذرعها تفتقد للمينا البيضاء وتُلبس معلقة من شريط على الجانب الأيسر من الصدر؛
- المدالية - قرصية الشكل منقوش عليها شارة الوسام ويعلوها تاج يتصل بحلقة التعليق، تلبس معلقة من شريط على الجانب الأيسر من الصدر.

## شكل الشارة[2]
شارة الوسام من الدرجة الأولى حتى الرابعة من صليب معطوف مذهب، مع مينا بيضاء (ما عدا الدرجة الرابعة فهي مجردة من المينا). أما وجه القرص المركزي للشارة فيكون مذهبا يحمل في وسطه تاج بروسيا، محاطا بحلقة من المينا الزرقاء مكتوب داخلها شعار الإمبراطورية الألمانية الثانية «الله معنا» (بالألمانية: Gott Mit Uns). ظهر القرص المركزي للشارة فيكون مذهبا يحمل في وسطه الختم الملكي البروسي، محاطا بحلقة من المينا الزرقاء مكتوب داخلها تاريخ إحداث الوسام (16 اكتوبر1861).
رصيعة الوسام (للصليب الأعظم) نجمة مذهبة ثمانية الأضلاع، (للدرجة الأولى) نجمة فضية ثمانية الأضلاع، أما (الدرجة الثانية) فرصيعتها عبارة عن نجمة فضية رباعية الأضلاع، جميعها على شكل أشعة مستوية. يكون وجه الوسام من قرص مركزي مذهب فقط (بلا صليب) يحمل في وسطه تاج بروسيا، محاطا بحلقة من المينا الزرقاء مكتوب داخلها شعار الإمبراطورية الألمانية الثانية «الله معنا».
شريط الوسام أزرق سادة.

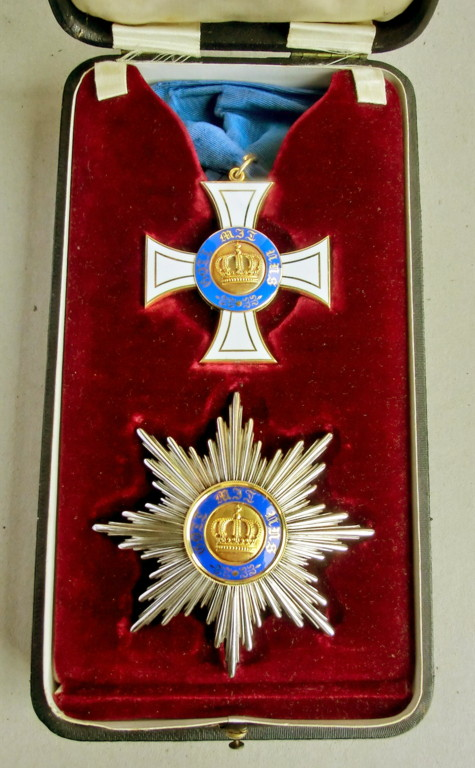
وسام التاج البروسي من الطبقة الاولى مع الرصيعة

شارة الوسام يمكن أن يتم منحها مع العديد من الإضافات. على سبيل المثال مع صليب جنيف مجسم (صليب أحمر - عادة يتم منحه للأطباء لمكافئة للخدمات الجليلة)، مع سيوف، مع أوراق بلوط.